# Angli

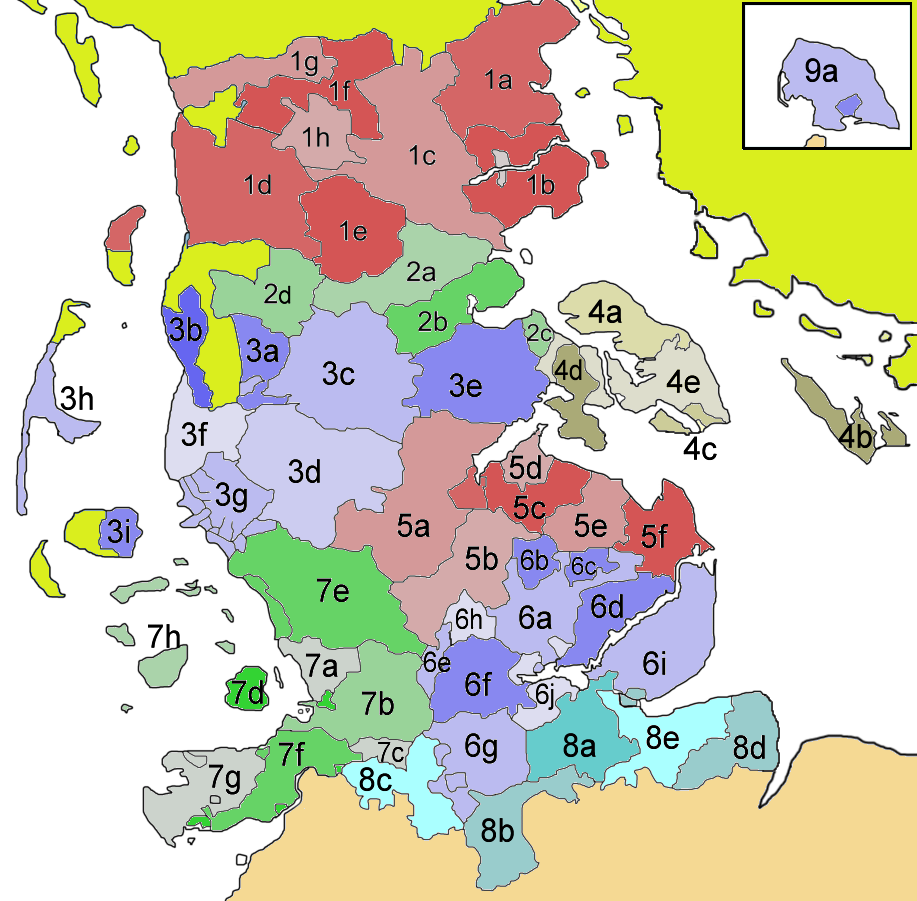
La suddivisione dello Schleswig, comprese le isole di Ribe, Fehmarn ed Ærø, prima del 1864

Gli Angli furono una tribù della Germania non romanizzata appartenenti al gruppo dei Suebi (Herminones) stanziatasi insieme a Longobardi e Semnoni presso l'attuale Schleswig-Holstein, territorio dei Sassoni.

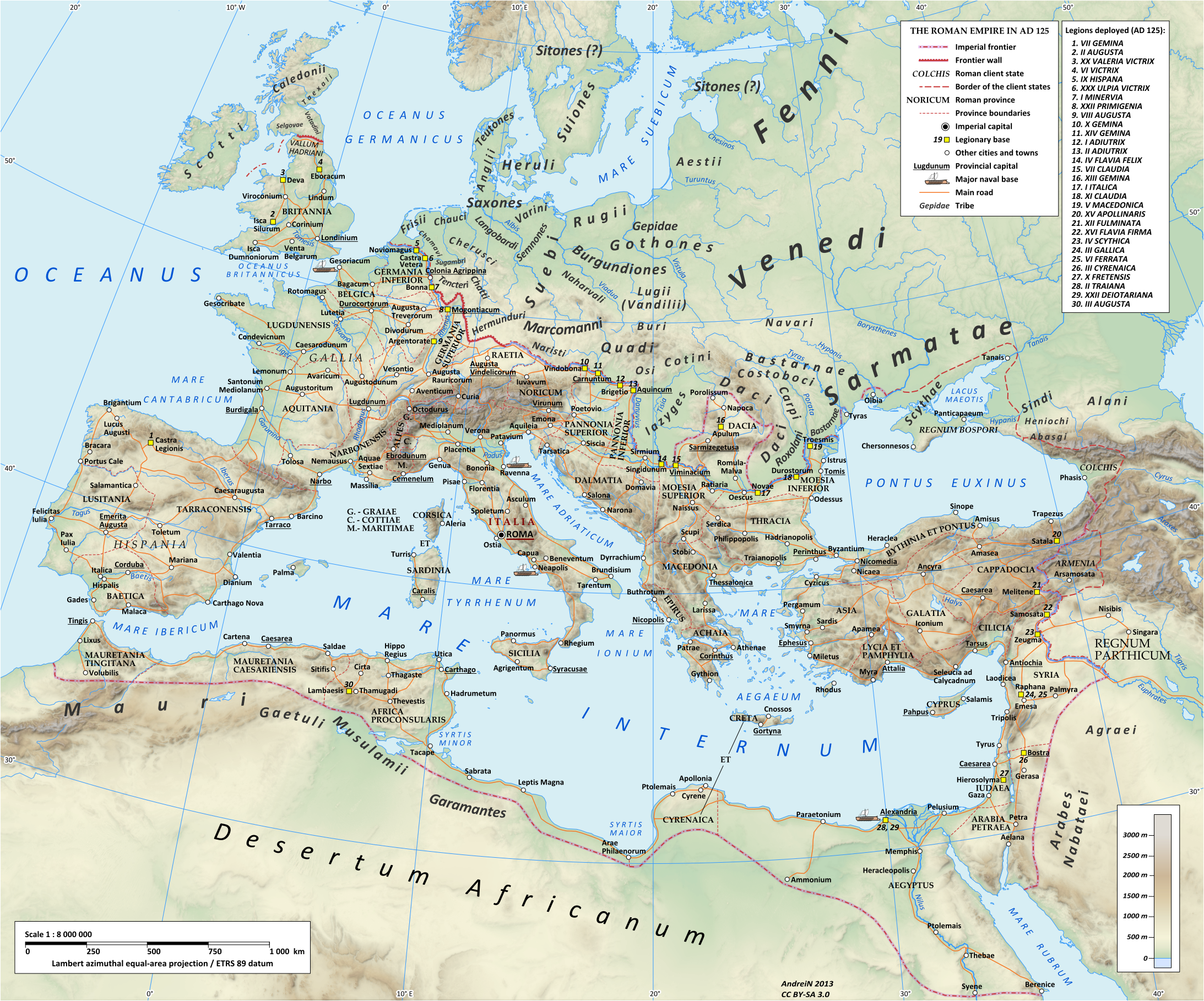
Mappa dell'Impero Romano sotto Adriano (governatore 117-138), mostra l'allora patria degli Angli (Anglii) sulla penisola dello Jutland oggi parte di Germania e di Danimarca

A partire dalla metà del V secolo, assieme a gruppi di Sassoni, agli Juti e a gruppi di Frisi, migrarono in Britannia (Inghilterra), dove, stabilitisi nelle regioni centro-orientali, fondarono i regni di Anglia Orientale (o East Anglia), Northumbria e Mercia.

## Storia

La mappa mostra sia gli Angli sia la penisola Schwansen

L'Anglia era la regione d'origine della tribù germanica degli Angli, che, insieme con alcune tribù sassoni e frisone, nonché a tutti gli Juti, lasciarono le loro sedi per migrare in Britannia nel V-VI secolo (449 secondo la Cronaca Anglo-Sassone), nell'Anglia Orientale, nella Northumbria e nella Mercia .
Dopo la partenza di questo popolo dall'Anglia, la regione fu occupata da vichinghi danesi non più tardi dell'VIII secolo. Secondo il cronista Aethelweard, la città più importante nell'Anglia durante il periodo vichingo era Hedeby. In seguito, la storia dell'Angeln si inserisce in quella della più grande regione confinante nota come Jutland del sud o Schleswig (Slesvig in danese). Fino al XIX secolo la zona è appartenuta soprattutto alla Danimarca.
Etnicamente e linguisticamente parlando, una popolazione mista di Tedeschi e Danesi si è evoluta nell'area fino al XX secolo. Lo Schleswig venne perso dalla Danimarca nel 1864 come conseguenza della seconda guerra dello Schleswig contro Austria e Prussia. Nel 1920, dopo la sconfitta della Germania nella prima guerra mondiale, un plebiscito è stato tenuto per determinare quali zone avessero dovuto rimanere sotto controllo tedesco e quali sotto controllo danese. Come conseguenza del plebiscito, molte zone dello Schleswig sono tornate alla Danimarca, ma l'Angeln è rimasto in Germania.

## Etimologia

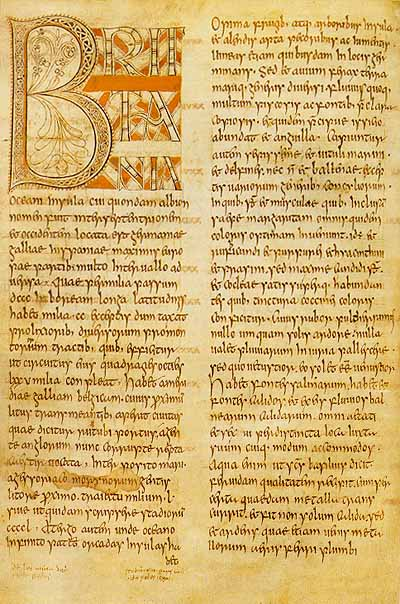
Manoscritto di Beda

La parola Angel significa "uncino, gancio"; il suffisso -en o -n forma il plurale Angeln. La denominazione dell'Inghilterra deriva dalla tribù degli Angli e, in ultima analisi, dalla penisola dell'Anglia in Germania. Anche i termini "anglo" e "anglosassone" si ricollegano a questa origine. Il termine ricorre ancora nell'inglese moderno con il verbo to angle (pescare) e il sostantivo angler (pescatore), entrambi termini raramente usati rispetto ai più comuni to fish e fisher o fisherman ma che indicano come la pesca fosse molto probabilmente l'arte di sostentamento più diffusa nell'antica tribù degli Angli.
La lingua inglese è derivata dal dialetto germanico occidentale parlato dagli Angli.

## Storiografia greco-romana

Angli, Sassoni e Juti in tutta l'Inghilterra

La prima menzione degli Angli si trova nel capitolo 40 della Germania di Tacito, che afferma:
«Il numero esiguo nobilita, all'opposto, i Longobardi: pur circondati da numerosi e valenti popoli, trovano la loro sicurezza non nella sottomissione, bensì nei rischi delle battaglie. Seguono i Reudigni, gli Avioni, gli Angli, i Varini, gli Eudosi, i Suardoni e i Nuitoni, protetti da fiumi e foreste. Nessuna caratteristica di rilievo in ciascuno di questi, se non il culto comune di Nerto, ossia della Madre Terra, che, secondo loro, interviene nelle vicende umane e scende su un carro in mezzo ai popoli.
Esiste in un'isola dell'Oceano un intatto bosco sacro e, dentro, un carro consacrato alla dea, ricoperto da un drappo: toccarlo è consentito al solo sacerdote».
Gli Angli sono anche indicati come una delle più lontane tribù suebe. Di fatto Tacito non fornisce nessuna precisa indicazione sulla loro posizione geografica. La maggior parte degli studiosi ritiene però che gli Angli vivessero sulle coste del Mar Baltico, probabilmente nella parte meridionale della penisola dello Jutland. Quest'ipotesi si basa in parte su tradizioni danesi o in antico inglese che riguardano persone ed eventi del IV secolo e in parte all'affinità esistente tra il culto di Nerto descritto da Tacito e la religione pre-cristiana scandinava, specialmente svedese e danese.

## La terra d'origine degli Angli
L'Anglia (in italiano e in latino; Angeln in lingua tedesca e Angel in danese), è una penisola nello Schleswig-Holstein (Germania), che si protende nella baia di Kiel. È separata dalla vicina penisola di Schwansen (Svansö in danese) dall'insenatura di Schlei e dall'isola danese di Als dal Fiordo di Flensburgo.